# Cesare Castellotti
Cesare Castellotti Vaglienti (Torino, 12 settembre 1939) è un giornalista italiano.
Entrato in RAI all'inizio degli anni sessanta, ha curato i servizi da Torino prima sul Telegiornale unico e poi al TG1, principalmente sulla FIAT e sul calcio, sul basket e sulla pallavolo.
Nel 1975 è stato premiato dall'allora presidente Giovanni Leone con il Premio Saint Vincent per il giornalismo.
Nel 1976 è assieme a tanti altri colleghi nella squadra di corrispondenti dei campi di 90º minuto dove interveniva dai campi di Torino e dalle altre città del Nord.
Nel 1979 è conduttore di Piemonte Sport del TG Piemonte di Rai 3.
Ha seguito 5 Mondiali di calcio e 6 Olimpiadi per la RAI.
Per molti anni è stato corrispondente da Torino per 90º minuto; indimenticabili le cravatte granata che spesso indossava.
È stato alla FNSI fino al 2006.
Attualmente ricopre la carica di direttore de "Il Dossier", testata giornalistica on-line specializzata nel settore autoveicoli.